# Uramya umbratilis
Uramya umbratilis là một loài ruồi trong họ Tachinidae.